# St. Michael (Mindaugai)

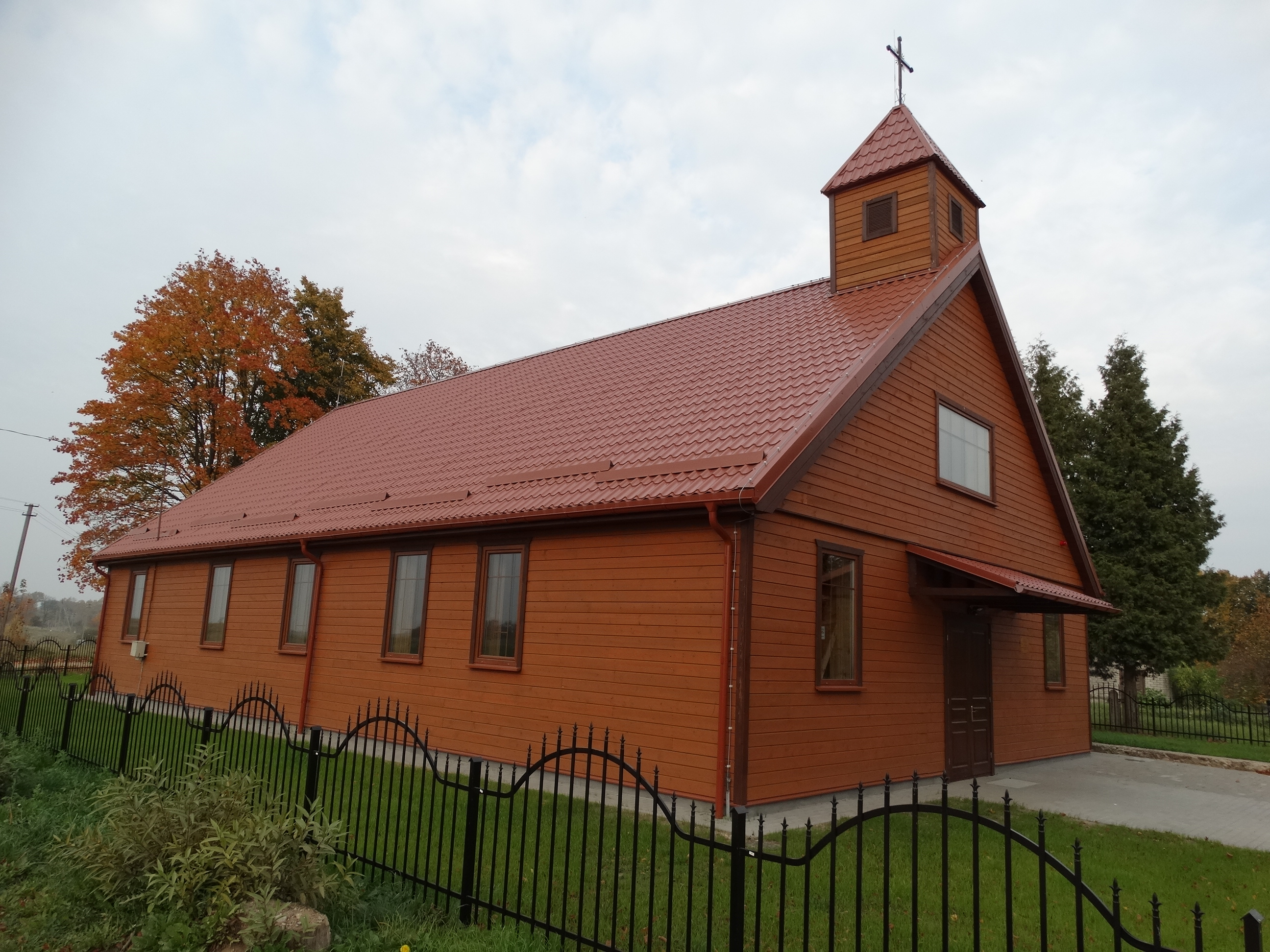
Kirche

St. Michaeliskirche Mindaugai (litauisch Mindaugų Šv. Mykolo bažnyčia) ist eine 1941 auf Initiative von  Mykolas Krupavičius erbaute römisch-katholische Michaeliskirche im Dorf Kamšai, unweit vom Dorf Mindaugai der Gemeinde Kalvarija (Dekanat Marijampolė, Bistum Vilkaviškis, Litauen), an der Straße 131 Alytus–Simnas–Kalvarija, etwa auf halbem Weg zwischen Kalvarija (9 km) und Šeštokai (8 km).
Das Pfarrhaus befindet sich in Būdvietis. Der Dorffriedhof befindet sich in unmittelbarer Nähe. Das Kirchengebäude hat die Form eines traditionellen Wohnhauses.
Jeden Sonntag findet hier eine Messe statt. Kirchweihfest gibt es zweimal pro Jahr:  St. Mariä Heimsuchung (am 31. Mai, wird  auf den nächsten Sonntag verschoben) und St. Michaeli (am 29. September, wird auf den nächsten Sonntag verschoben).
Der Name der Pfarrgemeinde von Erzengel Michael ist mit dem Namen des litauischen Königs Mindaugas verbunden.